# Gandenitz
Gandenitz è una frazione del città tedesca di Templin, nel Brandeburgo.

## Storia
Nel 2003 il comune di Gandenitz venne soppresso e aggregato alla città di Templin.